# Soul Rebels
A Soul Rebels volt az első The Wailers-album, amit Jamaicán kívül adtak ki.

## Számok

### A oldal
1. "Soul Rebel" – hangminta
2. "Try Me"
3. "It's Alright"
4. "No Sympathy"
5. "My Cup"
6. "Soul Almighty"

### B oldal
1. "Rebel's Hop"
2. "Corner Stone"
3. "400 Years"
4. "No Water"
5. "Reaction"
6. "My Sympathy"

## Külső hivatkozások
- https://web.archive.org/web/20120407031736/http://www.roots-archives.com/release/3484